# 岩化
岩化（英語：Lithification，來自古希臘語 lithos，岩石）是沉積物在壓力下被壓實、排出原生液體並逐漸轉變成固體過程。本質上，岩化是透過壓實和膠結來減低孔隙度的過程。岩化作用包括將鬆散的沉積物轉化為沉積岩的所有過程。石化經常被用作同義詞，但事實上是專指在化石形成過程中，有機物質被二氧化矽取代的過程。